# Småbönders
Småbönders är en by i Terjärv (på finska Teerijärvi) cirka 15 km söder om Terjärv centrum i Kronoby kommun, Österbotten, Finland.
Småbönders gränsar till de finskspråkiga kommunerna Vetil och Evijärvi. Småbönders har flera gårdsgrupper såsom  Vistbacka, Myngels, Långbacka, Furu, Storbacka, Manderbacka, Papas, Kvarnbacka, Haltas.
Byn är en levande landsbygd där 60 av byns 300 invånare livnär sig på jordbruk eller är egenföretagare. 

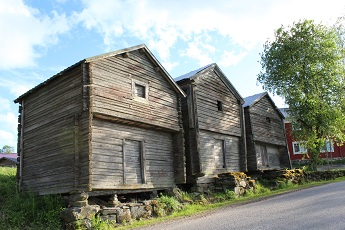
Bodarna vid Furu.

Småbönders Handelslag har verkat som självständig butik sen 1921, förutom butik finns postombud och bränsleförsäljning. Byn har ett rikt kulturliv och i byn finns flera aktiva föreningar. Småbönders ungdomsförenings årliga revy brukar locka besökare från ett stort område, spelmanslaget och skolan i byn värnar om folkmusik. Landskapet i Småbönders är vackert tack vare den för Österbotten ovanligt kuperade terrängen. Småbönders var årets by i Österbotten år 2008. 
Närbelägna byar är Högnabba,  Djupsjöbacka och Kortjärvi samt finskspråkiga byarna Nykänen i Vetil kommun och byn Ina (eller på lokala dialekten) Enabyiji i Evijärvi kommun.

## Småbönders vandringsled
Furu naturstig och Småbönders vandringsled finns i Kronoby kommun.
Furu naturstig grundar sig på den
ursprungliga Heimer Furus naturstig,
men har förlängts med några slingor i
skogen, medan Småbönders vandringsled sträcker sig ända till Skytte och går
sedan tillbaka ner igen mot Furu. 

## Kända Bybor
Ragnar Granvik (f.1910 -d.1997). Trafikminister, riksdagsman, kommunalråd.
Nils-Anders Granvik, (f. 2.5.1944 - d. 29.11.2021) Riksdagsman från 1999 till 2007

## Länkar
Byns egen webbsida.
Småbönders egen fejsbook-sida

## Sjöarna i Småbönders[1]
- Svartsjön
- Myngelssjön
- Dragsjön